# Рабочая гиперемия скелетных мышц
Рабочая гиперемия скелетных мышц — усиление кровоснабжения мышц при их работе. Объясняется присасывающе-нагнетательным микронасосным свойством скелетных мышц. Свойство было открыто Н. И. Аринчиным в 1970-х годах.

## Введение в историю вопроса
Изучая кровоснабжение скелетных мышц, русские учёные И. П. Щелков в 1863 и В. К. Задлер в 1869 годах сделали очень важное открытие, получившее название рабочей гиперемии скелетных мышц, то есть усиления их кровоснабжения при сокращении. Вообще термин рабочая гиперемия определяется как «увеличение кровотока в органе, сопровождающее усиление его функции». Указанное явление присуще и многим другим органам, например, гиперемия:
- поджелудочной железы во время пищеварения,
- увеличение коронарного кровотока при усилении работы сердца,
- прилив крови к головному мозгу при психической нагрузке,
- скелетной мышцы во время её сокращения.

Такое усиление кровоснабжения хорошо объясняется расширением сосудов, что можно внешне наблюдать, например, при покраснении лица. Более чем за столетний период со времени этого открытия было создано много гипотез предполагаемого механизма расширения сосудов: метаболическая (Гаскелл, Баркрофт), вазомоторная (Бернард, Ловен), гипоксическая (Задлер, Гайтон), гиперосмотическая (Мелландер, Фрегли), гистомеханическая (Хаютин) и др. Но, по мнению Хилтона (1962), все гипотезы падения тонуса сосудов оказались несостоятельными.
Эта тайна приоткрылась благодаря открытию Аринчиным Н. И. нового, долгое время остававшегося неизвестным, присасывающе-нагнетательного микронасосного свойства скелетных мышц.

## Периферическое сердце
Долгое время в медицине руководствовались схемой кровообращения У. Гарвея, созданной ещё в 1628 г. Это величайшее открытие, но оно отражает уровень знаний XVII века. Эта схема содержит только сердце и сосуды и является неполной. А именно: в этой схеме не учитывается тот факт, что одного сердца как насоса организму человека недостаточно. Сердце обеспечивает примерно 70-80 % циркуляции крови, а остальное обеспечивают многочисленные внесердечные насосы, помощники сердца. Без них невозможна замкнутая циркуляция крови.
С учётом этих фактов схема кровообращения У. Гарвея была расширена при создании в XX веке схемы гемодинамики Аринчиным Н. И. Оказалось, что скелетная мышца по отношению к кровообращению не только проточная сосудистая система и потребитель крови, «иждивенец» сердца, но и самообеспечивающийся орган, мощный насос — периферическое «сердце».
По развиваемому ею (мышцей) нагнетанию крови она не только не уступает, но даже превышает давление, поддерживаемое центральным сердцем, и служит эффективным его помощником. Роль скелетных мышц в продвижении крови у человека, несомненно, велика.

## Вибрационная гипотеза Аринчина
Скелетная мышца состоит из огромного количества мышечных волокон. Каждое из них под действием поступающих по нервам из головного мозга импульсов возбуждения быстро сокращается и расслабляется, причём разновременно, асинхронно. Одни волокна сокращаются, другие расслабляются.
Эти процессы осуществляются столь часто, что мышечные волокна вибрируют на звуковой частоте. Расположенные вдоль мышечных волокон капилляры подвергаются в этих условиях вибрационному воздействию, под влиянием которого кровь проталкивается от сосудов с большим давлением, то есть из артериол, к прекапиллярам, капиллярам в венулы и вены в сторону меньшего давления.
Аринчиным Н. И. и его коллегами опубликован ряд работ, рассказывающих о рабочей гиперемии в научной и научно-популярной формах. Важность темы и умение Николая Ивановича интересно излагать материал предопределили успех научно-популярной книги «Периферические „сердца“ человека».

## Охранительный режим для сердца
До обнаружения присасывающе-нагнетательного микронасосного свойства скелетных мышц факт усиления кровоснабжения работающих мышц более века оставался тайной. С практической точки зрения, если резкое, в 60-80 раз, усиление кровоснабжения скелетных мышц объясняется расширением сосудов и расценивается как нагрузка на сердце, то, по логике, охранительным для него должен служить якобы режим двигательного мышечного покоя.
«В своё время эта точка зрения получила широкое распространение как в клинической практике, так и среди населения. В клинической практике больных инфарктом миокарда укладывали в постель, кормили с ложечки, запрещая даже пальцем шевельнуть. Но они чувствовали себя хуже и чаще умирали по сравнению с такими же больными, которые в нарушение клинического режима мышечного покоя двигались, обслуживали себя сами, но тем не менее быстрее поправлялись и возвращались к труду. Так что режим двигательного покоя был отвергнут, ибо оказался не охранительным, а явился причиной гибели многих людей. Он был заменён во всех клиниках режимом ранней двигательной активности и физической культурой даже для больных инфарктом миокарда».
Снижение двигательной активности, а тем более двигательный покой снижают микронасосную деятельность мышц, уменьшают работу всех экстракардиальных факторов кровообращения, и сердце, в значительной степени лишаясь своих помощников, преждевременно изнашивается и заболевает.
- Скелетные мышцы, которые слабо и редко сокращаются, плохо сами себя обеспечивают кровью и становятся «иждивенцами» сердца.
- Венозные помпы слабо проталкивают венозную кровь к сердцу, последнее недостаточно наполняется и меньшими порциями нагнетает её в сосудистую систему.
- Клетки и ткани хуже снабжаются кровью. Все это ведёт ко многим другим отрицательным последствиям.

Итак, регулярная систематическая двигательная активность необходима не только мышцам, она полезна и сердцу. Полезна потому, что «микронасосное свойство принадлежит не только скелетной мышце, но и миокарду — сердечной мышце, то есть всем поперечнополосатым тканям. Сердечная мышца тоже насыщена микронасосами. При каждом сокращении сердце, следовательно, работает на два фронта, оно снабжает кровью весь организм и само себя, так как выбрасывает кровь в аорту и одновременно проталкивает её по внутримиокардиальным сосудам для достаточного питания миокарда»

## Йога, цигун
Рабочая гиперемия скелетных мышц является одним из основных механизмов внутренней очистки тела (кровью, лимфой) на клеточном уровне в йоге, цигун.